# ويليام ساندرز (ناقد موسيقي)
ويليام ساندرز (بالإنجليزية: William Sanders)‏ هو ناقد موسيقي أسترالي، ولد في يونيو 1867، وتوفي في 1955.